# 예민
《예민》(튀르키예어: Yemin)는 2020년 방영된 터키의 텔레비전 드라마이다.